# Houthis
Pour l’article ayant un titre homophone, voir Outil.
Les Houthis ou Houthistes (en arabe : الحوثيين), du nom d'une tribu dont étaient issus les membres du mouvement à ses débuts, dont leurs dirigeants Hussein Badreddine al-Houthi, et ses frères, sont une organisation armée, politique et théologique chiite zaydite, active initialement dans le gouvernorat de Sa'dah et le nord-ouest du Yémen, puis à partir de 2014, dans tout le pays. Le véritable nom du mouvement est Ansar Allah (arabe : أنصار الله, aussi transcrit Ansârollâh ou Ansarullah et signifiant « les partisans de Dieu »). Ses membres n'acceptent pas l’appellation « houthistes » car il renvoie à une tribu tandis que le mouvement s'identifie comme un mouvement national.
Le groupe est issu du Forum des jeunes croyants, organisation religieuse et culturelle cofondée en 1992 par Hussein Badreddine al-Houthi et Mohamad Azzane. Ses membres sont majoritairement zaïdites, un courant religieux généralement rattaché au chiisme, mais une partie d'entre eux est sunnite. L'objectif du mouvement était de résister à la marginalisation socio-économico-religieuse de leur province et de lutter contre l'alignement du gouvernement sur la politique américaine dans la région. Il s'agissait aussi d'une réponse à la propagation du salafisme au Yémen, financée par l'Arabie saoudite. En 2004, l'assassinat par les forces de sécurité yéménites d'un parlementaire et fondateur du Forum des jeunes croyants, Hussein al-Houthi, a déclenché la première insurrection des houthistes contre l’État. Jusqu'alors pacifique, le mouvement se scinda en deux factions, l'une modérée et pacifiste et l'autre prônant la lutte armée, qui deviendra par la suite les houthistes.
En conflit avec le gouvernement de la République du Yémen, dans le cadre de l'insurrection houthiste au Yémen, ils se sont emparés à partir de 2014 d'une grande partie du pays, y compris de la capitale Sanaa. L'Arabie saoudite crée en mars 2015 une coalition militaire comprenant une quinzaine de pays, notamment les Émirats arabes unis et l’Égypte, pour vaincre les houthistes et rétablir au pouvoir le gouvernement du président Abdrabbo Mansour Hadi, en exil. Le conflit s'enlise et les houthistes conservent le contrôle de l'ancien Yémen du Nord.
Le mouvement serait soutenu par l'Iran dans le cadre de la guerre civile yéménite. Pour cette raison, ce conflit est quelquefois considéré comme une guerre par procuration entre l'Arabie saoudite et l'Iran. D'autres sources mentionnent que l'Iran aurait au contraire essayé de les freiner. Certains analystes affirment que le soutien iranien aux houthistes est de faible ampleur et fondé principalement sur la lutte contre les alliés des États-Unis au Moyen-Orient. Considérer les houthistes comme un mouvement politiquement aligné sur les intérêts iraniens serait en ce sens exagérer leurs liens avec l’Iran. 
Depuis 2015, les houthistes combattent l'intervention dirigée par l’Arabie saoudite au Yémen, qui vise à établir le contrôle territorial total du gouvernement internationalement reconnu au Yémen. Les houthistes se sont également heurtés au Mouvement du Sud, à Al-Qaïda, aux Frères musulmans locaux (sous le parti Al-Islah, alliés du gouvernement internationalement reconnu), à la mouvance salafiste et à l'organisation terroriste Daech. 
En 2023, les houthistes tentent de gêner le commerce maritime en Mer Rouge en réaction aux opérations militaires israéliennes à Gaza. Ils lancent des attaques contre des navires commerciaux en Mer Rouge, par missiles et drones. Plusieurs puissances occidentales menées par les Etats-Unis constituent une coalition pour les combattre.

## Contexte

### Contexte historico-religieux
Le Yémen est peuplé d'une majorité sunnite mais aussi d'une forte minorité chiite essentiellement présente dans les montagnes du nord-ouest du pays, le fief des houthis. Cette branche du chiisme, très proche du sunnisme, implantée là depuis le VIIIe siècle, est le zaïdisme, qui ne reconnait que cinq Imams chiites dans la succession d'Ali, contrairement aux ismaëliens ou duodécimains (les courants majoritaires du chiisme). Un imamat zaydite a contrôlé ces territoires depuis le Moyen Âge et a fondé le royaume mutawakkilite du Yémen en 1918 lors de l'indépendance acquise de l'Empire ottoman à la suite de la Première Guerre mondiale. En 1990, le parti Hizb al-Haqq, dont seront issus les houthis, est fondé pour défendre les aspirations culturelles des zaydites. À la différence de certains partis religieux zaydites, le Hizb al-Haqq rejette l'imamat et défend le régime républicain.

### Contexte historico-politique
La monarchie zaydite yéménite a été abolie à la suite d'un coup d'état républicain en 1962 (soutenu par l'Égypte de Nasser), conduisant à la mise en place du Yémen du Nord. À la suite de l'unification du Yémen en 1990, les zaydites deviennent minoritaires dans un Yémen majoritairement sunnite regroupant le Nord et le Sud. Les zaydites obtiennent toutefois des garanties du président Ali Abdallah Saleh dans le cadre de la guerre civile yéménite de 1994 (avec la tentative avortée de sécession du Yémen du Sud).
Les houthis obtiennent dans les années 1990 des élus au Parlement mais leurs relations avec le gouvernement d'Ali Abdallah Saleh deviennent conflictuelles, notamment concernant la coopération sécuritaire avec les États-Unis, qui multiplient les assassinats ciblés au Yémen. L'analyse des relations internationales, et en particulier la dénonciation des États-Unis et de son allié israélien, occupe alors une place grandissante dans les discours du mouvement. S'estimant insatisfaits, ils ont pris les armes en 2004 contre le gouvernement, après la décision du gouvernement d'arrêter Hussein Badreddine al-Houthi, qui est tué par la police.

### Revendications
Né dans les provinces à majorité zaïdite du nord du Yémen, le mouvement houthis entend initialement porter les revendications politiques et culturelles de populations lentement marginalisées par l'influence du wahhabisme saoudien. Le mouvement développe également une rhétorique de dénigrement de « l'impérialisme américain » — principalement après l'invasion de l'Irak en 2003 — et du sionisme, ce dernier étant considéré comme une extension du premier.
Au cours de la période de crise politique qui succède au renversement du président Ali Abdallah Saleh en 2012, les houthistes tentent de contrebalancer l'influence ascendante du parti islamiste Al-Islah, qui détient alors de nombreux portefeuilles gouvernementaux.

## Histoire
En 2004 éclate la guerre du Saada menée par le gouvernement yéménite après des manifestations remettant en cause son pouvoir. Le gouvernement doit par ailleurs faire face à l'insurrection d'islamistes affiliés à Al-Qaïda. Les houthistes n'ont cependant aucun lien avec Al-Qaida.
L'Arabie saoudite intervient aux côtés du gouvernement yéménite et combat les houthistes. Des centaines de civils y perdent la vie ainsi que le chef de file du mouvement Hussein Badreddine al-Houthi, tué le 10 septembre 2004 ; sa dépouille est enterrée en prison, de peur que son mausolée ne devienne un lieu de recueillement. Son frère Abdul-Malik al-Houthi lui succède alors.
Le gouvernement d'Ali Abdallah Saleh a utilisé du phosphore blanc pendant cette première guerre, arme interdite internationalement.
En 2009, lors de l'opération Terre brûlée, l'armée yéménite, aidée par l'armée saoudienne, échoue à réprimer la rébellion zaydite. En entretenant le discours sectaire d’une guerre menée contre des « chiites safavides » (un terme emprunté au vocabulaire salafiste et qui fait référence à la dynastie perse qui se convertit massivement au chiisme entre les XVIe et XVIIIe siècles), en pillant et en bombardant des villages dans les zones rebelles du gouvernorat de Saada avec, de surcroît, le concours de milices tribales venues de régions lointaines et parfois salafistes ou djihadistes, le camp gouvernemental cumule les fautes stratégiques. En réaction, les tribus du nord du Yémen basculent progressivement du côté de la rébellion. En 2010, les rebelles et le gouvernement s'entendent sur un cessez-le-feu.
En 2013, en geste de bonne volonté, le président du gouvernement de transition Abdrabbo Mansour Hadi restitue aux houthis la dépouille de leur chef Hussein Baddredine al-Houthi pour favoriser le dialogue national. La même année, il est rapporté que les houthis combattraient aux côtés du régime de Bachar el-Assad dans le cadre de la guerre civile syrienne.
Les houthis s'estiment de plus en plus marginalisés après les meurtres de deux de leurs représentants dans le conseil de transition national. Ils contestent aussi la fin des subventions sur le pétrole et les carburants, cela les incitant à manifester ; ces manifestations sont réprimées violemment.
En 2014, avec l'aide des forces restées fidèles à l'ancien président Ali Abdallah Saleh, les rebelles houthistes prennent le contrôle de la ville d'Amran puis annoncent vouloir la rendre au gouvernement après des accords ; en septembre, ils prennent le contrôle total de la capitale Sanaa, font démissionner le Premier ministre et forcent le pouvoir en place à créer un nouveau gouvernement qui leur est plus favorable. Le discours du dirigeant Abdul-Malik al-Houthi est diffusé par des écrans géants dans la capitale. Le 22 janvier 2015, ils s'emparent du palais présidentiel à Sanaa, ce qui conduit à la démission du président Abdrabbo Mansour Hadi.
En septembre 2016, le gouverneur de Marib déclare que des armes destinées aux houthis seraient envoyées par l'Iran en transitant par Oman et par la province du Hadramaout, en direction de Sanaa.
Le 2 décembre 2017, l'ancien président Saleh, leur allié depuis 2014, rompt son alliance et tend la main à la coalition dirigée par l'Arabie saoudite. Les houthis l'assassinent lors de la bataille de Sanaa deux jours plus tard, le 4 décembre. « Le ministère de l'Intérieur (contrôlé par les houthis) annonce la fin de la milice de la trahison et la mort de son chef (Ali Abdallah Saleh) et d'un certain nombre de ses éléments criminels », a affirmé la chaine de télévision des houthis, Al-Massirah, en citant un communiqué.
Le 23 avril 2018, les houthis annoncent la mort le 19 avril, dans une attaque aérienne, de Saleh Ali al-Sammad, président du Conseil politique suprême et ainsi chef de l'État de facto dans les territoires tenus par le mouvement. Mehdi Hussein al-Machat lui succède.
Le 30 août 2020, la coalition dirigée par l'Arabie saoudite intercepte et détruit un drone chargé d'explosifs à l'aéroport international d'Abha et un bateau chargé d'explosifs télécommandé lancé par des houthis. Selon l'agence de presse de l'État saoudien (SPA), des éclats sont tombés sur l'aéroport au sud de la mer Rouge sans faire de blessés car le drone a été intercepté.
Le gouvernement de Donald Trump envisage en 2020 de déclarer officiellement les houthis organisation terroriste. Les Nations unies soulignent qu'une telle décision pourraient entraver les interactions avec des responsables houthis, la gestion des impôts, l'utilisation du système bancaire, la rémunération du personnel médical, l'achat de nourriture et de pétrole ou encore l'accès à internet. En février 2021, Joe Biden dans une de ses premières allocutions sur la politique étrangère annonce le déclassement des houthis de la liste des organisations terroristes, décidée le mois précédent par le président sortant Trump.
Les houthis revendiquent l'attaque du 17 janvier 2022 à Abou Dabi.
Depuis fin 2022, des négociations directes ont lieu entre l’Arabie saoudite et les houthis en vue d'un accord de paix.

## Idéologie
Le mouvement houthi suit une idéologie mixte avec des principes religieux, nationalistes yéménites et populistes attrape-tout, imitant le Hezbollah. Selon le chercheur Bernard Haykel (en), le fondateur du mouvement Hussein al-Houthi a été influencé par une variété de traditions religieuses et d'idéologies politiques différentes, ce qui rend difficile son intégration ou celle de ses partisans dans les catégories existantes. Les houthistes se sont parfois présentés comme un mouvement de résistance nationale, défendant tous les Yéménites contre les agressions et les influences extérieures, comme des champions contre la corruption, le chaos et l'extrémisme, et à d'autres moments comme des représentants des intérêts des groupes tribaux marginalisés et des Zaydites.
Le mouvement houthiste a deux principes religieux et idéologiques centraux. La première est la « Voie coranique », et qui englobe la croyance que le Coran ne permet pas d'interprétation et contient tout ce qui est nécessaire pour améliorer la société musulmane. La seconde est la croyance dans le droit absolu et divin des Ahl al-Bayt (descendants du Prophète) à gouverner, une croyance attribuée au Jaroudisme, une ramification fondamentaliste du Zaydisme.
Pour Julie Kebbi, journaliste à L'Orient-Le Jour, le mouvement houthiste ressemble sur plusieurs points au Hezbollah. D'abord, au vu de la présentation visuelle des allocutions. Bien qu'appuyé par l'Iran, les houthistes ne sont cependant influencés que par la doctrine de Velayat-e faqih, qu'ils n'adoptent que partiellement. Le pouvoir est lié à l'appartenance des houthistes au clan des Hachémites.
Le mouvement professe, dès ses origines, un anti-impérialisme virulent dénonçant le rôle des États-Unis et de son allié israélien au Moyen-Orient.
Le mouvement houthiste est considéré comme antisémite,.
Les houthistes affirment que leurs actions visent à lutter contre ce qu'ils voient comme une expansion du salafisme au Yémen et à défendre leur communauté contre les discriminations qu'elle subit. Effectivement, à l'époque qui a précédé la montée du mouvement houthiste, les salafistes soutenus par l'État avaient harcelé les Zaydites et détruit des sites zaydites au Yémen[page à préciser]. Entre 2014 et 2019, les dirigeants houthistes ont signé des accords de coexistence avec la communauté salafiste, attestant d'un début de réconciliation entre chiites et salafistes.

## Puissance
Le mouvement était composé de 1 000 à 3 000 combattants en 2005 et entre 2 000 et 10 000 en 2009. Cependant, le Yemen Post (en) affirme que le mouvement avait 100 000 combattants et loyalistes en 2009. Le mouvement dispose de chars et de plusieurs camions pris à l'armée yéménite durant la guerre de 2004.
Il dispose également de plusieurs mines anti-char et de missiles anti-char ainsi que diverses pièces d'artillerie lourde et légère.
En 2020, le mouvement est considéré comme « plus fort que jamais ». Il possède désormais des missiles balistiques ainsi que des roquettes et des drones. De plus en plus de drones sont utilisés comme drones piégés ou drones suicides. L'attaque de début 2022 sur Abou Dhabi, capitale des Émirats arabes unis, a été menée à l'aide de Samad-2 et 3,.
En mars 2022 à l'occasion du Grand Prix de Formule 1 d'Arabie Saoudite, deuxième organisé dans le pays en quelques mois, une attaque revendiquée par les houthis avec 7 drones provoquent un énorme incendie sur un dépôt pétrolier d'Aramco, principal sponsor du Grand Prix d'Arabie Saoudite et de la Formule 1 en 2022.
Selon Laurent Bonnefoy (en), spécialiste de la péninsule Arabique contemporaine au Centre de recherches internationales (CERI), « la capacité de mobilisation des houthistes doit beaucoup à la confrontation avec l’Arabie saoudite. Leur discours nationaliste centré sur la défense du Yémen face à l’agression étrangère a pu rallier des acteurs, notamment tribaux, qui leur avaient longtemps été hostiles. Parallèlement, la faiblesse de l’opposition dans les zones qu’ils détiennent s’explique par la constitution d’un appareil sécuritaire — et même d’institutions — efficace. Ils répriment leurs opposants, mais certains leur reconnaissent aussi un sens de l’État, un professionnalisme qui tranchent avec d’autres acteurs yéménites. »

## Soutiens internationaux
Le mouvement est soutenu par l'Iran dans le cadre de la guerre civile yéménite. L'aide iranienne aux houthistes, négligeable ou inexistante dans les premières années de conflit, commence après la première intervention militaire saoudienne, en 2009, en soutien du gouvernement Saleh, alors en difficulté face à la rébellion. L'Iran fournit aux houthistes des armes légères, des munitions et des pièces détachées pour des armes plus sophistiquées, tels des missiles et des drones. Selon l'Organisation des Nations unies, l'Iran armerait le groupe depuis 2009. Cependant l'information principale sur laquelle se base l'organisation, à savoir un bateau iranien intercepté chargé d'armes, serait, selon Wikileaks, erronée. 
Certains analystes affirment que le soutien iranien aux houthistes est de faible ampleur et fondé principalement sur la lutte contre les alliés des États-Unis au Moyen-Orient. Considérer les houthistes comme un mouvement politiquement aligné sur les intérêts iraniens serait en ce sens exagérer leurs liens avec l’Iran. Pour l’analyste Helen Lackner, les liens des houthistes avec l'Iran sont exagérément soulignés par les médias occidentaux, qui se réfèrent souvent à eux avec la formule « soutenus par l’Iran », laissant entendre qu'ils agiraient en tant que mandataires iraniens et recevraient leurs ordres de Téhéran. Selon elle, ce narratif rejoint celui des « faucons » américains et israéliens, qui envisagent une guerre contre l'Iran, alors que les houthistes ont des motivations et positions idéologiques qui leur sont propres. Le chercheur Laurent Bonnefoy estime également ne faut pas surestimer les liens du mouvement yéménite avec l'Iran, bien que ce dernier les aide sur le plan militaire. Certaines sources indiquent que l'Iran a essayé de freiner les houthistes. 
Selon certaines sources, les houthistes utiliseraient également des armes fabriquées par la Corée du Nord. Ces armes pourraient avoir été fournies par l'intermédiaire de l'Iran,. Le Hezbollah (un groupe libanais également soutenu par l'Iran) aurait déployé une cinquantaine de combattants aux côtés des houthistes.

## Adhésion et rangs
Le mouvement a été qualifié de « houthistes » par leurs opposants et les médias étrangers. Le nom vient du nom de famille du premier leader du mouvement.
Les houthistes évitent d'assumer une identité tribale singulière. Au lieu de cela, le groupe s'appuie stratégiquement sur les tribus de la fédération Bakil du nord, rivale de la fédération Hashid, qui était un allié traditionnel du gouvernement central. L'absence de structure de commandement centralisée leur permet de générer un immense soutien, car des Yéménites d'horizons divers ont rejoint leur cause[réf. souhaitée].
Le groupe comptait entre 1 000 et 3 000 combattants en 2005, et entre 2 000 et 10 000 combattants en 2009[réf. nécessaire]. Selon l'expert houthi Ahmed Al-Bahri, en 2010, les houthistes comptaient au total entre 100 000 et 120 000 partisans, y compris des combattants armés et des membres non armés.

## Territoires contrôlés

Carte de la situation actuelle de la guerre civile du Yémen.
Territoire contrôlé par les loyalistes.
Territoire contrôlé par les Houthis.
Territoire contrôlé par les djihadistes d'AQPA et de l'EI au Yémen.
Territoire contrôlé par le Conseil de transition du Sud.

Après leur révolte contre le gouvernement, les rebelles houthistes contrôlent l'ensemble du gouvernorat de Saada, le gouvernorat d'Al Jawf, celui d'Amran et le gouvernorat de Hajjah. Ils contrôlent également une partie de la capitale Sanaa, une partie du gouvernorat d'Al Mahwit et le village de Jabira en Arabie saoudite.
En 2015, les houthistes ont développé vers le sud leur contrôle de ces territoires et ont accès à la mer Rouge.
Selon Bachir al-Mohallal, chef de l'ONG Pulse for social justice, « Il y a deux choses que la population porte à leur crédit : d'abord, la sécurité. La ville [Sanaa] est à nouveau sûre. Même les cellules d'Al-Qaïda en ont été chassées. Ensuite, la restauration d'un semblant d'État. Certes, les fonctionnaires ne reçoivent plus de salaires, mais ils s'arrangent quand même pour rémunérer ceux dont ils ont besoin. Ainsi, la police fonctionne, par exemple. Ils ont également mis au pas les chefs de tribus qui semaient le désordre. Enfin, ils font pression sur les propriétaires, afin que ceux-ci cessent de réclamer leurs loyers. C'est une mesure que les gens apprécient. Paradoxalement, les zones libérées par la coalition ne connaissent pas ce degré de sécurité, car elles passent rapidement sous la coupe de milices incontrôlables ».
Les houthistes collectent la zakat au niveau étatique et lancent des collectes pour fêter Mawlid et l'Achoura chiite. Des superviseurs dirigent en parallèle les ministères et les gouvernorats. Certains s'occupent du domaine sécuritaire, d'autres de la zakat, d'autres sont financiers et d'autres dirigeants les prisons.
Abdelkhalek al-Houthi, frère cadet d'Abdelmalek, est chef des Forces de réserve stratégiques à partir de 2014 puis dirige la région militaire de la capitale à partir de 2018. Abdelkarim, oncle d'Abdelmalek est chef exécutif du groupe et ministre de l'Intérieur. Enfin, Yahia Badreddine al-Houthi est ministre de l'Éducation.
Les houthistes ont également interdit la commémoration de la révolution républicaine du 26 septembre et l'ont remplacée par le 21 septembre, date de leur prise de Sanaa en 2014.
Environ un tiers de la superficie du Yémen, où vivent les deux tiers de la population, est contrôlé par le mouvement en 2024.

## Conflit avec Al-Qaïda
Bien que les deux groupes se soient opposés au gouvernement en place, ils ne partagent pas les mêmes objectifs.
Après leur arrivée au pouvoir en 2014, les houthistes ont pratiquement éliminé la présence d'Al-Qaïda dans les zones qu'ils contrôlent. Pour eux, Al-Qaïda fédère des « djihadistes salafistes » et donc des « ennemis mortels »[page à préciser].

## Conflit avec Israël
En réaction à l'offensive de l'armée israélienne sur Gaza en 2023, les houthistes envoient des missiles sur Israël.
Plus tard[Quand ?], les houthistes annoncent qu'ils pourraient prendre pour cible « tous les navires de la mer Rouge à destination des ports israéliens, quelle que soit leur nationalité ». Plusieurs navires sont endommagés par des tirs ou capturés (notamment le Galaxy Leader), ce qui conduit quatre des plus grandes compagnies maritimes du monde à suspendre leurs voyages via le détroit de Bab-el-Mandeb. Les États-Unis montent une coalition de dix pays contre les attaques des houthistes. Ces derniers affirment que les attaques se poursuivront jusqu'à ce que Gaza reçoive la nourriture et les médicaments dont elle a besoin.
Des centaines de milliers de Yéménites manifestent le 12 janvier 2024 en réponse aux bombardements américains et britanniques sur le Yémen.
Le 17 janvier 2024, Washington déclare le mouvement houthistes « terroriste ». Cette désignation comme terroriste devrait compromettre l'acheminement de l'aide humanitaires dans les régions du Yémen contrôlées par les houthistes, soit environ le tiers de sa superficie où vivent les deux tiers de la population, et ainsi d’aggraver considérablement la crise humanitaire que subit le pays.
Le 15 septembre 2024, les houthistes lancent une attaque de missile sur Israël. Selon l'armée israélienne, le missile aurait été intercepté avant de toucher sa cible. Le 8 novembre 2024, les houthistes affirment cibler la base militaire de Nevatim dans le sud d'Israël avec un missile hypersonique balistique nommé « Palestine 2 ».
Les bombardements américains sur le Yémen s'intensifient nettement à partir de mars 2025, après le retour au pouvoir de Donald Trump. Helen Lackner, chercheuse spécialiste du Yémen, remarque que depuis le 15 mars 2025 les Etats-Unis « bombardent davantage que précédemment et avec des bombes plus puissantes. Il y a un niveau de destructions considérable depuis la mi-mars, et le nombre de civils tués a augmenté de façon impressionnante. »
Le 15 mars, des bombardements tuent au moins 53 personnes, dont cinq enfants et deux femmes, et en blessant 98, dont neuf enfants et neuf femmes. Le 5 avril, une cinquantaine de personnes participant à un rassemblement tribal pour fêter la fin du Ramadan sont tuées dans un bombardement américain . Le 18 avril, des bombardements américains sur le port pétrolier de Ras Issa causent 80 morts et 150 blessés. Le 28 avril, au moins, 68 personnes sont tuées, et 47 autres blessées dans une frappe aérienne américaine sur un centre détenant des migrants africains dans le gouvernorat de Saada.
Amnesty International souligne en avril 2025 que réduction massive de l'aide internationale américaine et les bombardements auront des conséquences désastreuses pour la population du Yémen, dont plus de la moitié a besoin d'aide pour survivre. Cet assèchement financier a provoqué « la fermeture de services d'aide et de protection vitaux ». Sont notamment affectés le traitement de la malnutrition chez les enfants, les femmes enceintes et les mères allaitantes, le fonctionnement d'abris pour les victimes de violences de genre et des soins de santé pour les enfants. De nombreux services de santé reproductive ou de protection pour les femmes sont également menacés.

## Controverses

### Slogan
Le slogan houthiste (« Allahu Akbar, Mort à l'Amérique, Mort à Israël, Malédiction sur les Juifs, Victoire à l'Islam ») serait inspiré du slogan de Rouhollah Khomeini « Marg bar Âmrikâ ».
Ce slogan est apparu à l'époque de Hussein al-Houthi, qui exprimait son admiration pour l'Iran et Khomeini. Le mouvement a officiellement adopté le slogan à la suite de l'invasion de l'Irak en 2003 par les Etats-Unis et leurs alliés qui a été largement condamnée dans le monde arabe.
Des hommes politiques yéménites ont condamné ce slogan comme une insulte aux Juifs, qui font partie du peuple yéménite ; le judaïsme a été la religion monothéiste dominante au Yémen avant la propagation de l'Islam sous la période himyarite, ce qui signifie que beaucoup d'ancêtres des Yéménites étaient des arabes convertis au judaïsme avant la destruction du Royaume d'Himyar. Le nombre de Juifs yéménites s'élève à environ un demi-million de personnes réparties dans le monde.
Le juge Muhammad ibn Muhammad al-Wazir a émis une fatwa affirmant l'illégitimité du slogan des Houthis, estimant « qu'il s'agit d'une hérésie, et qu'il interdit de crier dans les mosquées et d'agresser les gens de la Dhimmah, les Gens du Livre et les dignes de confiance parmi les Juifs, les Chrétiens et autres dans les pays musulmans, et qu'il s'agit d'un slogan invalide, à l'exception des deux phrases « Dieu est Grand et la victoire est pour l'Islam » et que Dieu a envoyé Muhammad comme une miséricorde aux mondes, pas la mort pour eux (Et Nous ne vous avons envoyé que comme une miséricorde envers les mondes), et sa sentence « Dieu est grand et la victoire est pour l'Islam » est une parole de vérité avec laquelle je signifie un mensonge, et que l'Islam n'autorise pas le combat, sauf contre les personnes agressives « donc quiconque vous attaque, attaquez-le de la même manière qu'il a l'habitude de le faire. Ô sur vous » et que l'Islam interdit de combattre les non-agresseurs, mais seulement de mener les combats contre des combattants. Dieu Tout-Puissant a dit : « Et combattez dans la cause de Dieu ceux qui vous combattent, mais ne transgressez pas. En effet, Allah n'aime pas les agresseurs » ».

### Démocratie
Selon la croyance Zaidi, c'est un devoir religieux de se révolter contre le dirigeant « injuste » après l'avoir averti et conseillé. Ils ont pris ce concept du fondateur de leur doctrine, l'Imam Zayd ibn Ali. Cela signifie que les motivations des Houthis sont avant tout religieuses, et ce qu'ils considèrent comme « l'injustice » peut inclure ou non des sujets tels que la pauvreté de la population de Saada, les guerres d'agression contre eux, la marginalisation des Hachémites et l'échec d'un Hachémite à assumer l'imamat, bien que les dirigeants du groupe nient être en train de remplacer la république par un autre système de gouvernement, mais ce qui distingue l'école de pensée Zaidi de la Sunna, c'est l'Imamat, et sans lui, le zaïdisme perd ce qui le définit. Les Zaidis limitent l'imamat/califat aux Hachémites, tandis que les Sunnites et la communauté le limitent à tous les Quraysh sans distinction. Les Zaidis croient qu'il est permis pour le dirigeant de l'État de ne pas être hachémite, mais l'imam/calife doit être hachémite. La question ici n'est rien d'autre qu'une synthèse et une compilation de différents sujets et hypothèses.

### Violations des droits de l'homme
Comme de nombreux belligérants du conflit, les rebelles houthistes utilisent des enfants soldats depuis au moins 2009. Les houthistes sont le groupe en utilisant le plus, avec en 2014, 140 enfants combattants côté houthistes sur 156 enfants engagés au total dans le conflit. Âgés de 9 à 17 ans, les recrues, parfois enrôlées de force, reçoivent un enseignement religieux zaïdite, puis sont entrainés militairement. Ces enfants-soldats prennent aussi une drogue, le khat, « plante à mâcher qui est très consommée au Yémen comme stimulant », d'après Human Rights Watch, et subissent un lavage de cerveau. Ainsi, lors de la bataille d'Aden, les chefs des houthistes ont fait croire aux enfants-soldats qu'ils combattaient des djihadistes d'AQPA, alors qu'il s'agissait en réalité de loyalistes.
En mars 2015, le journal américain The New York Times rapporte des cas de persécutions de juifs du Yémen par les houthistes.
En août 2016, Amnesty International appelle les houthistes et leurs alliés à cesser de persécuter les membres de la minorité bahaïe, dont 65 membres au moins sont ont été arrêtés arbitrairement, lors de différentes rafles dont la dernière date du 16 août. Les persécutions, débutées sous Ali Abdallah Saleh, se poursuivaient en avril 2017. En septembre 2018, 24 d'entre eux, dont un mineur, risquent la peine de mort de la part des rebelles.
Contrairement à ce qu'ils affirment, les houthistes empêchent les femmes de conduire dans les territoires qu'ils contrôlent. En 2022, au moyen de directives orales, ils instituent l'obligation de mahram, interdisant aux femmes de travailler et de sortir sans être accompagnée d'un homme de sa famille.
Le 6 septembre 2016, ils arrêtent le journaliste Yahya al-Joubaïhi et le condamnent à mort le 13 avril 2017 pour « espionnage ». Ceci est condamné par l'Union des journalistes yéménites, Reporters sans frontières et Amnesty International.
Le 31 juillet 2017, les houthistes exécutent en public par balles après avoir fouetté cent fois, un homme, accusé de meurtre, de viol et de pédophilie envers une fillette de trois ans. Le 14 août 2017, un homme ayant commis des faits similaires envers une fille de quatre ans est exécuté de la même façon, puis son corps a été suspendu à une grue. Des activistes locaux disent craindre que les opposants aux houthistes subissent le même sort à l'avenir.
En septembre 2017, un rapport de l'ONU fait état de pressions des houthistes pour imposer leurs coutumes religieuses. Dans certaines mosquées, l'appel à la prière a été modifié, passant de la version sunnite à la version zaydite. Néanmoins, l'ONU relève que le conflit yéménite est de nature politique plutôt que religieuse et que le sectarisme religieux est faible dans le pays. Il est ainsi courant au Yémen que sunnites et zaydites prient dans les mêmes mosquées et que des mariages mixtes entre personnes issues de ces deux groupes soient célébrés. Le mouvement houthiste comprend des musulmans sunnites, tandis que certains zaydites lui sont opposés.
Le 30 janvier 2018, un tribunal houthiste condamne à mort Asma el-Omeïsi, une jeune mère de famille de vingt-deux ans, ainsi que Saïd al-Rouwaiched et Ahmed Bawazir, pour « aide à un pays ennemi », après les avoir torturés et privés de leurs droits, selon Amnesty, qui accuse les rebelles « d'utiliser la justice pour régler des comptes politiques ». Le père de la jeune femme a été condamné à quinze ans de prison pour avoir laissé sa fille monter à bord du véhicule avec les deux hommes, ce qui s'apparente pour les rebelles à de l'« indécence ».
En septembre 2018, Human Rights Watch les accuse de tortures, disparitions forcées et de prises d'otages.
Le 7 novembre 2018, Amnesty international les accuse d'investir des hôpitaux en les militarisant durant la bataille d'al-Hodeïda.
Le 2 janvier 2019, le Programme alimentaire mondial accuse les houthistes d'avoir détourné l'aide humanitaire en la revendant.
Le 6 novembre 2020, Human Rights Watch a révélé que quatre journalistes détenus arbitrairement par les autorités houthistes au Yémen depuis 2015 avaient été condamnés à la peine de mort et recevaient des soins médicaux inadéquats pendant leur incarcération. Les quatre détenus ont été arrêtés et condamnés à mort sans procès équitable le 11 avril 2020, par un tribunal contrôlé par les houthistes à Sanaa. Le tribunal a inculpé les journalistes de trahison et d'espionnage pour des États étrangers compte tenu de leur travail journalistique.